# Kerry McGregor
Kerry McGregor (Pumpherston (West Lothian) 30 oktober 1974 - 4 januari 2012) was een Schotse zangeres, liedschrijfster en actrice. McGregor werd bekend door diverse tv-optredens en haar deelname aan de Britse versie van het televisieprogramma X Factor. Zij stierf in haar woonplaats Pumpherston aan de gevolgen van blaaskanker waar zij reeds jaren aan leed.

## Persoonlijk leven

### Jeugd
McGregor werd in 1974 geboren in Pumpherston gelegen in het historische graafschap West Lothian. Haar grootvader, bijgenaamd "the Scottish Bing Crosby" en moeder waren beiden getalenteerde zangers. Haar vader overleed bij een auto-ongeluk toen zij vijf jaar oud was.

### Ongeluk
Gedurende haar vroege jeugd leek McGregor een veelbelovend gymnaste maar die toekomstdroom spatte uiteen toen zij op dertienjarige leeftijd uit een boom viel en haar rug brak. Hierna was zij tijdelijk rolstoelgebonden maar dankzij wilskracht en doorzettingsvermogen liep zij weer binnen zes weken. Door die prestatie kreeg zij de Child of Achievement Award.
Sinds haar ongeluk heeft McGregor zich veelvuldig ingezet voor diverse charitatieve instellingen die zich inzette voor vrouwen, kinderen en invaliden.

### Dood
Na twee jaar van maagklachten werd McGregor in september 2010 gediagnosticeerd met blaaskanker. Nadat zij drie maanden chemotherapie had ondergaan onthulde zij op 9 april 2011 in een interview met The Sun dat zij leed aan blaaskanker. Op 4 januari maakte McGregors management het overlijden van de zangeres wereldkundig op haar facebookpagina. Kerry McGregor is 37 jaar oud geworden.

## Carrière
McGregor studeerde muziek en drama aan de Jewel and Esk Valley College in Edinburgh. Ze nam in 1997 deel aan het selectieprogramma voor de Britse inzending van het Eurovisiesongfestival: The Great British Song Contest met het lied "Yodel in the Canyon of Love". Ze werd tweede, na Katrina & the Waves’ "Love Shine a Light" die het festival zou winnen dat jaar. Platenmaatschappij Polygram heeft later "Yodel in the Canyon of Love" uitgegeven op een single.
Mc Gregor verscheen in een aantal televisieseries waaronder: The Book Group op Channel 4, waar zij Carol Ann speelde en in kinderserie: Grange Hill op BBC1.
Als deelneemster van de Britse versie van The X Factor geraakte zij in 2006 tot aan de finales. Zij werd gecoacht door Sharon Osbourne. In de derde week van de live shows werd zij samen met Dionne Mitchell geëlimineerd.

## Discografie
| Jaar | Titel                       | Album                      |
| ---- | --------------------------- | -------------------------- |
| 1997 | Yodel in the Canyon of Love | Eurovisiesongfestival 1997 |
| 1997 | Freedom                     | Freedom QFX                |

## Trivia
- In 1993 was zij medeoprichtster van de dansgroep Nexus.
- Ze werd lid van de muziek- en dansgroep QFX waarmee zij het lied Freedom uitgaf. Dit lied werd een bescheiden succes.
- Zij woonde samen met haar partner een projectontwikkelaar en hun zoon Joshua in Pumpherston.[7]
- Ze wilde nog gaan optreden met de eveneens Schotse Susan Boyle